# Johann Friedrich Landsberger
Johann Friedrich Landsberger (* 25. Juni 1649 in Dresden; † 14. März 1711 ebenda) war ein deutscher Kaufmann und Ratsherr. Er gilt als Begründer der ersten öffentlichen Sänften-Anstalt, aus dem sich im Laufe der Zeit das heutige Taxi entwickelt hat.

## Leben

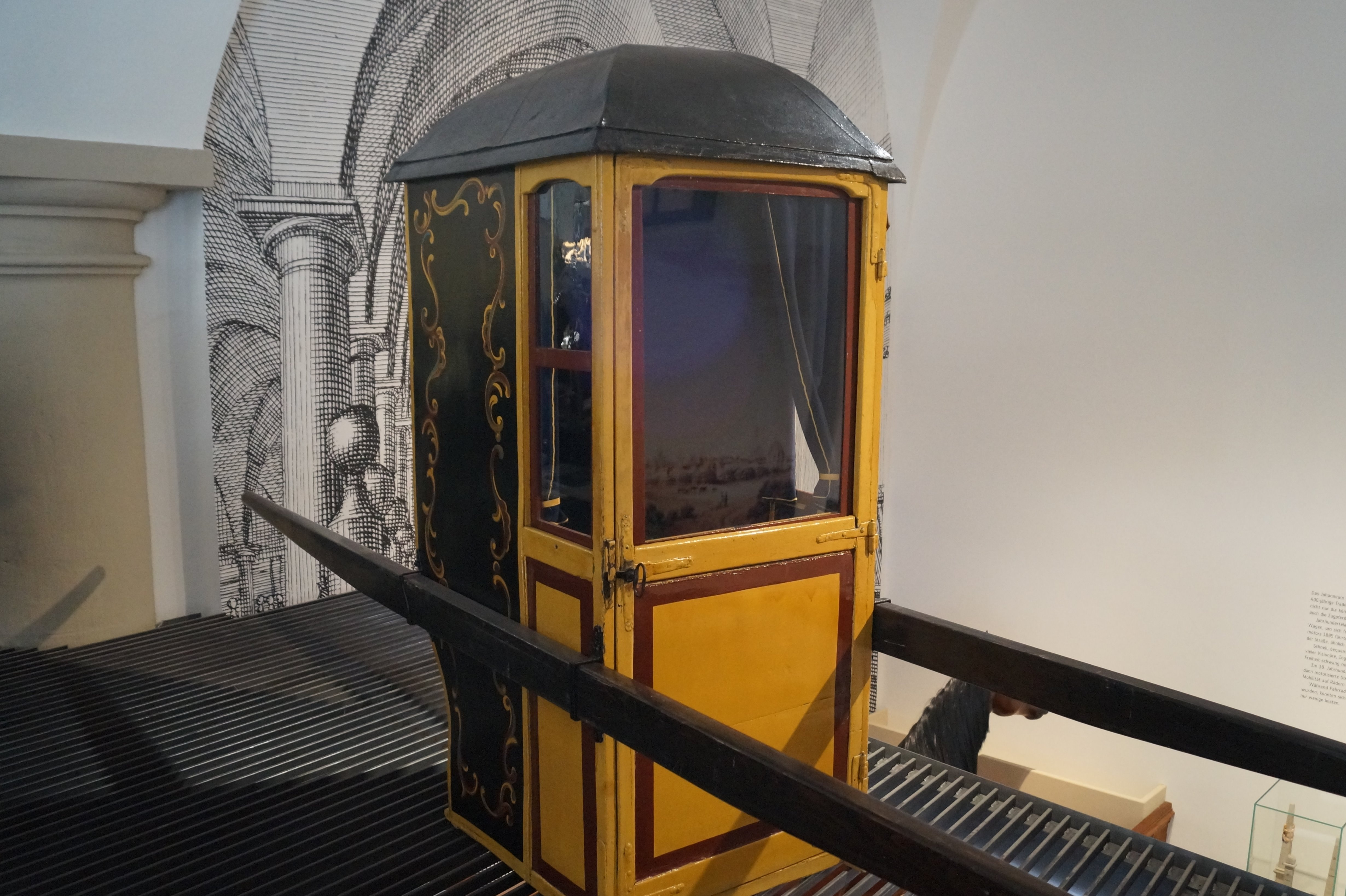
Sänfte der Ratschaisenträger (um 1800) im Verkehrsmuseum Dresden

Johann Friedrich Landsberger wurde als Sohn des kursächsischen Hof- und Handelsmannes und Inspektors des Tuch- und Vorratsgewölbes, Paul Friedrich Landsberger (* 2. Dezember 1615 in Dresden; † 22. Januar 1679 ebenda) und dessen Ehefrau Anna Barbara Voigt (* 1. Dezember 1628 in Dresden; † 24. Januar 1699), Tochter des Hofjuweliers Friedrich Heinrich Voigt (* unbekannt; † 1639) geboren. Sein Vater war der Besitzer der Güter in Bleesern und Klitzschena bei Bergwitz, sowie des Weinberganwesens Spitzhaus in Oberlößnitz. Sein Großvater war der Kaufmann Friedrich Landsberger (* 1585 in Dresden; † 1630 ebenda). Seine Geschwister waren:
- Johannen Dorothea Landsberger (* 8. Mai 1659 in Dresden; † 24. Januar 1723 in Leipzig), verheiratet mit Hieronymus Jacob von Ive Ryssel (* 20. März 1649 in Leipzig; † 18. September 1715 ebenda), Hauptmann, Baumeister und Gründer der Vertrauten Gesellschaft;
- Carl Heinrich Landsberger;
- Johann Christian Landsberger, Kaufmann und verheiratet mit Johanna Susanna, Tochter des Kaufmanns Christian Fritzsche;
- Friedrich Wilhelm Landsberger;
- Gabriel Gottlieb Landsberger;
- Christian Wilhelm Landsberger;
- Rosina Sophia Landsberger (* 1652 in Dresden; † 1684), verheiratet mit Daniel Heimbden;
- Maria Euphrosine Landsberger (* 1664; † unbekannt), verheiratet mit dem Amtmann Johann Wilhelm Barwasser (* Oktober 1639 in Leipzig; † 1701);
- Dorothe Eleonore Landsberger, verheiratet mit dem Legationssekretär Gottfried Eberbach.

Johann Friedrich Landsberger erhielt seine Schulbildung durch Hauslehrer sowie durch den Besuch einer höheren Schule; dort erlernte er Latein und Französisch, später auch Geometrie und die Visierkunst (die Bestimmung des Inhalts von Gefäßen, namentlich von Fässern). Als er sich für den Beruf des Kaufmannes interessierte, unterrichtete ihn sein Vater in der kaufmännischen Buchhaltung und nahm ihn in seine Dienste auf.
1675 reiste er mit dem sächsischen Geheimen Rat, Gesandten, Landvogt des Markgrafschaft Oberlausitz und Direktor des Geheimen Ratskollegiums, Nicol Freiherrn von Gersdorff (1629–1702) nach Frankreich zu Friedensverhandlungen während des Nordischen Krieges, die später mit dem Frieden von Lund endeten. Einige Jahre später ging er noch nach Holland, bevor er nach Sachsen in das Unternehmen seines Vaters zurückkehrte. Nach dem Tod seines Vaters am 22. Januar 1679 übernahm er das väterliche Geschäft anfangs im Auftrag seiner Familie und erwarb dieses dann auch am 13. März 1687 käuflich. Gleichzeitig wurde er vom Kurfürsten Johann Georg III. mit der Versorgung seines Hofes betraut. Nach dessen Tod diente er als Hof- und Handelsmann auch noch den Kurfürsten Johann Georg IV. sowie August dem Starken. Ab 1688 stieg sein Bruder Johann Christian Landsberger als Teilhaber in sein Handelsgeschäft ein.
1701 wurde Johann Friedrich Landsberger als Ratsherr in den Stadtmagistrat von Dresden gewählt. 1702 war er Senator und Ratsmitglied und, zusammen mit Johann Sigismund Küffner, Oberältester der Dresdner Handlungsinnung. Anfangs wurde er zum Verwalter des Almosen-Amtes sowie des Lazaretts berufen, ab 1705 zum Inspekteur und Administrator des Waisenhauses.
Im Jahr 1705 gründete Landsberger eine Sänften-Anstalt, für die er 1709 einen Vertrag mit dem Dresdner Rat erhielt. Vertragsgemäß gab es 1710 bereits zehn Sänften mit zwanzig Trägern. Diese erste öffentliche Sänften-Anstalt nahm der Rat 1730 in eigene Aufsicht, sodass mit den Ratschaisenträgern die Vorstufe zum kommunalen ÖPNV entstand.
Johann Friedrich Landsberger heiratete am 12. August 1684 Johanna Magdalena (13. Juni 1660 in Dresden; † 18. Dezember 1701 in ebenda), Tochter des bereits zur Eheschließung verstorbenen kursächsischen Oberkammersekretärs David Faber. Das Paar hatte zehn Kinder:
- Johanna Charitas Landsberger,
- Sophia Elisabeth Landsberger,
- Christiane Euphrosine Landsberger, war verheiratet mit Christian Vollhardt (* April 1679 in Bautzen; † 15. November 1758 in Zittau), Doktor der Medizin und praktizierender Arzt in Zittau.
- Johann Gottlieb Landsberger,
- Rahel Sophie Landsberger (* ~1686 in Dresden; † 23. Oktober 1769 ebenda). Sie heiratete nach dem Tod ihres Vaters, 1715 den Dresdner Ratsherrn und späteren Bürgermeister Burkhard Leberecht Behrisch (1682–1750).
- Friedrich August Landsberger,
- Johanna Friederika Landsberger,
- Rahel Hedwig Landsberger,
- Sophie Henriette Landsberger,
- Erdmuthe Sophie Landsberger.

Johanna Charitas, Sophia Elisabeth, Johann Gottlieb und Rahel Sophia Landsberger waren 1711 bei der Beerdigung ihres Vaters bereits selbst verstorben.
Nach dem Tod seiner ersten Ehefrau heiratete Johann Friedrich Landsberger am 17. April 1703 Dorothea Elisabeth (* 25. Juli 1678 in Leipzig; † 12. März 1729 in Dresden), drittälteste Tochter des Leipziger Handelsmanns Christian Fritzsche. Mit ihr zeugte er nochmals fünf Kinder:
- eine totgeborene Tochter,
- Johann Friedrich Landsberger (d. J.) (ca. 1705 in Dresden; † 22. September 1781 ebenda), später Rechtskonsultent,
- Johanna Elisabeth Landsberger,
- Christian Friedrich Landsberger, der ebenfalls im Kindesalter verstarb.

Seine Witwe war nach seinem Tod noch mit dem fünften Kind schwanger.

## Ehrungen
In den 1930er Jahren wurde die Landsberger Straße in Dresden-Plauen nach dem Dresdner Kaufmanns- und Ratsgeschlecht benannt.